# Acantholimon haesarensis
Acantholimon haesarensis är en triftväxtart som beskrevs av Joseph Friedrich Nicolaus Bornmüller, Karl Heinz Rechinger och Schiman-czeika. Acantholimon haesarensis ingår i släktet Acantholimon och familjen triftväxter. Inga underarter finns listade i Catalogue of Life.